# 铁束激光导弹防御系统
铁束激光导弹防御系统（Iron Beam）是以色列拉斐尔先进防御系统有限公司研发中的激光防御拦截系统，该系统利用激光超热来摧毁無人機飛彈等空中威胁，并预计最快于2024年开始列装部署。但铁束防御系统不会取代铁穹系统、大卫投石索系统、箭-2和箭-3等以色列其他防空武器，而是互为补充，共同强化以色列的防空力量。
2014年2月，铁束激光导弹防御系统亮相于新加坡航空展，时任拉斐尔公司销售部门副总经理埃兹拉表示，该武器可拦截2公里范围内的目标，最远有效距离为7.2公里，属短程防空武器，同时该研究尚处于起步阶段。目前该系统已进入到最后的开发阶段和试验阶段，并被部署于加沙地带以展开试验。
同时，以色列还在研究铁束的机载版本，以规避恶劣天气对激光武器造成的影响，其机载铁束系统的研发工作由以色列国防部研发局和埃尔比特系统公司共同承担，目前该系统处于初步测试阶段，尚需多年研发工作。
2022年4月，以色列国防部宣布铁束成功在上个月的试验中成功击落来袭的火箭弹、迫击炮弹、反坦克导弹和无人机。2022年6月，以色列总理贝内特表示该武器的单次拦截成本仅需2美元。2022年10月，以色列总理贝内特表示仍需2-4年才能完成研發並投入使用。
2025年5月，拉斐爾先進防禦系統公司宣佈該系統在加沙戰爭中擊落空中目標，這是史上首次在實戰中用雷射擊落目標。